# Zielony Kopiec

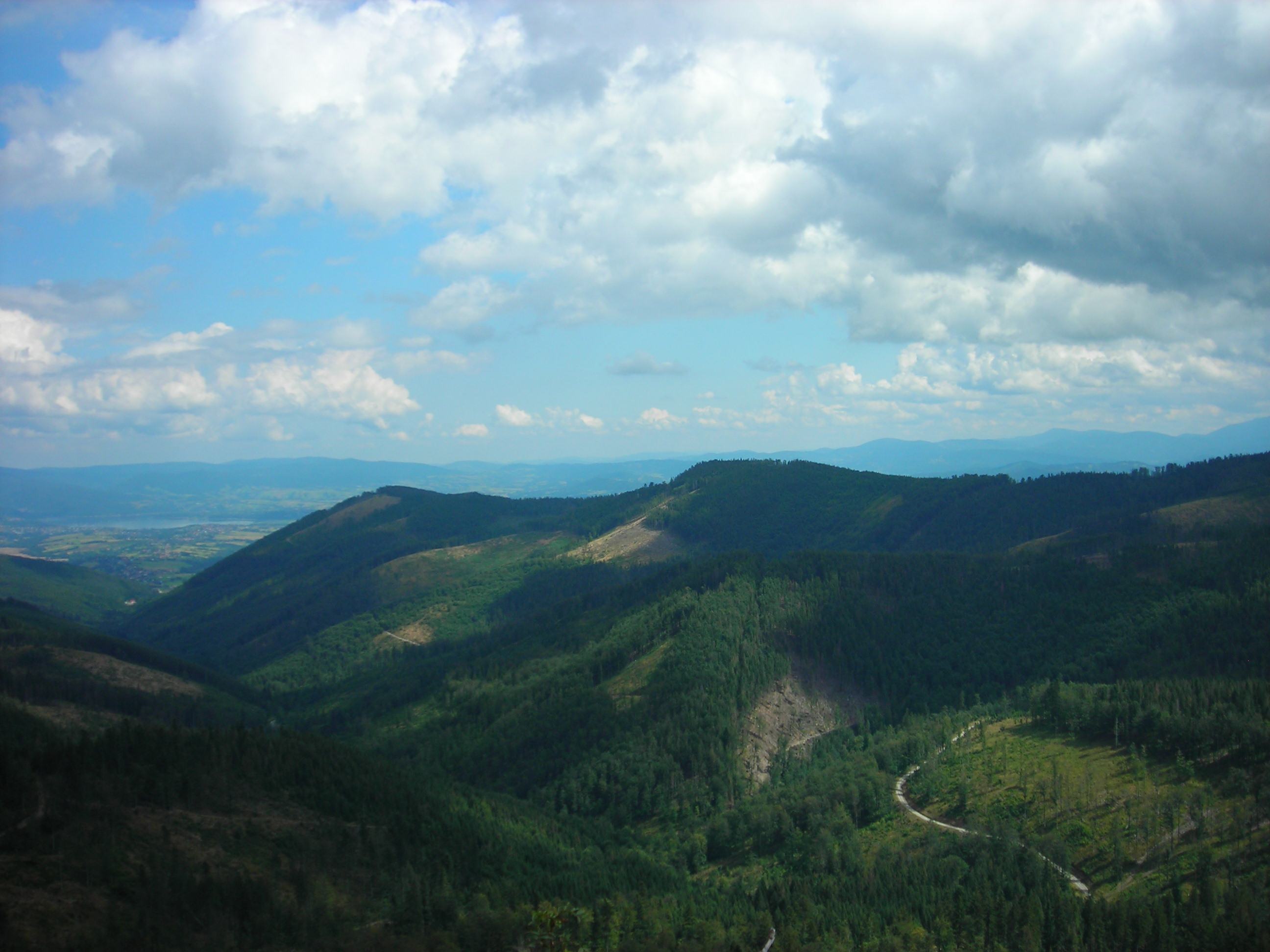
Blick vom Gipfel

Der Zielony Kopiec (deutsch: Grüner Hügel) ist ein Berg in Polen. Mit einer Höhe von 1152 m ist er einer der höheren Berge  im Barania-Kamm in den Schlesischen Beskiden. Der Berg ist ein beliebtes Touristenziel mit vielen Ausblicken auf die benachbarten Gebirge und das Tiefland. Der Westhang gehört zum Gemeindegebiet von Wisła, der Osthang zum Powiat Żywiecki. Über den Berg verlief die Grenze zwischen den Herzogtümern Teschen und Auschwitz, nach der Teilung des ersteren 1315. Der Name des Berges rührt daher nicht von seiner Kegelhügelform, sondern von dem Umstand, dass auf seinem Gipfel ein Hügel als Grenzmarkierung aufgeschüttet wurde.

## Tourismus
- Auf den Gipfel führen mehrere markierte Wanderwege von Szczyrk und Wisła